# Eupithecia rufescens
Eupithecia rufescens là một loài bướm đêm trong họ Geometridae.